# この国のかたち
『この国のかたち』（このくにのかたち）は、司馬遼太郎による歴史随想（エッセイ）。
1986年3月号の『月刊 文藝春秋』「巻頭随筆」の冒頭に、1996年2月に作者急逝により終了するまで毎月連載された。
単行本と文春文庫で各・全6巻が刊行。『司馬遼太郎全集』（文藝春秋 全68巻）では第66巻・67巻（後半は「風塵抄」）に収録されている。

## 刊行
|        | 書名                               | 刊行年 |
| ------ | ---------------------------------- | ------ |
| 第一巻 | この国のかたち（一）1986年〜1987年 | 1990年 |
| 第二巻 | この国のかたち（二）1988年〜1989年 | 1990年 |
| 第三巻 | この国のかたち（三）1990年〜1991年 | 1992年 |
| 第四巻 | この国のかたち（四）1992年〜1993年 | 1994年 |
| 第五巻 | この国のかたち（五）1994年〜1995年 | 1996年 |
| 第六巻 | この国のかたち（六）1996年         | 1996年 |

|        | 書名                 | 刊行年 |
| ------ | -------------------- | ------ |
| 第一巻 | この国のかたち（一） | 1993年 |
| 第二巻 | この国のかたち（二） | 1993年 |
| 第三巻 | この国のかたち（三） | 1995年 |
| 第四巻 | この国のかたち（四） | 1997年 |
| 第五巻 | この国のかたち（五） | 1999年 |
| 第六巻 | この国のかたち（六） | 2000年 |

## 関連書籍
- 関川夏央 『司馬遼太郎のかたち 「この国のかたち」の10年』（文藝春秋、のち文春文庫）